# 演示

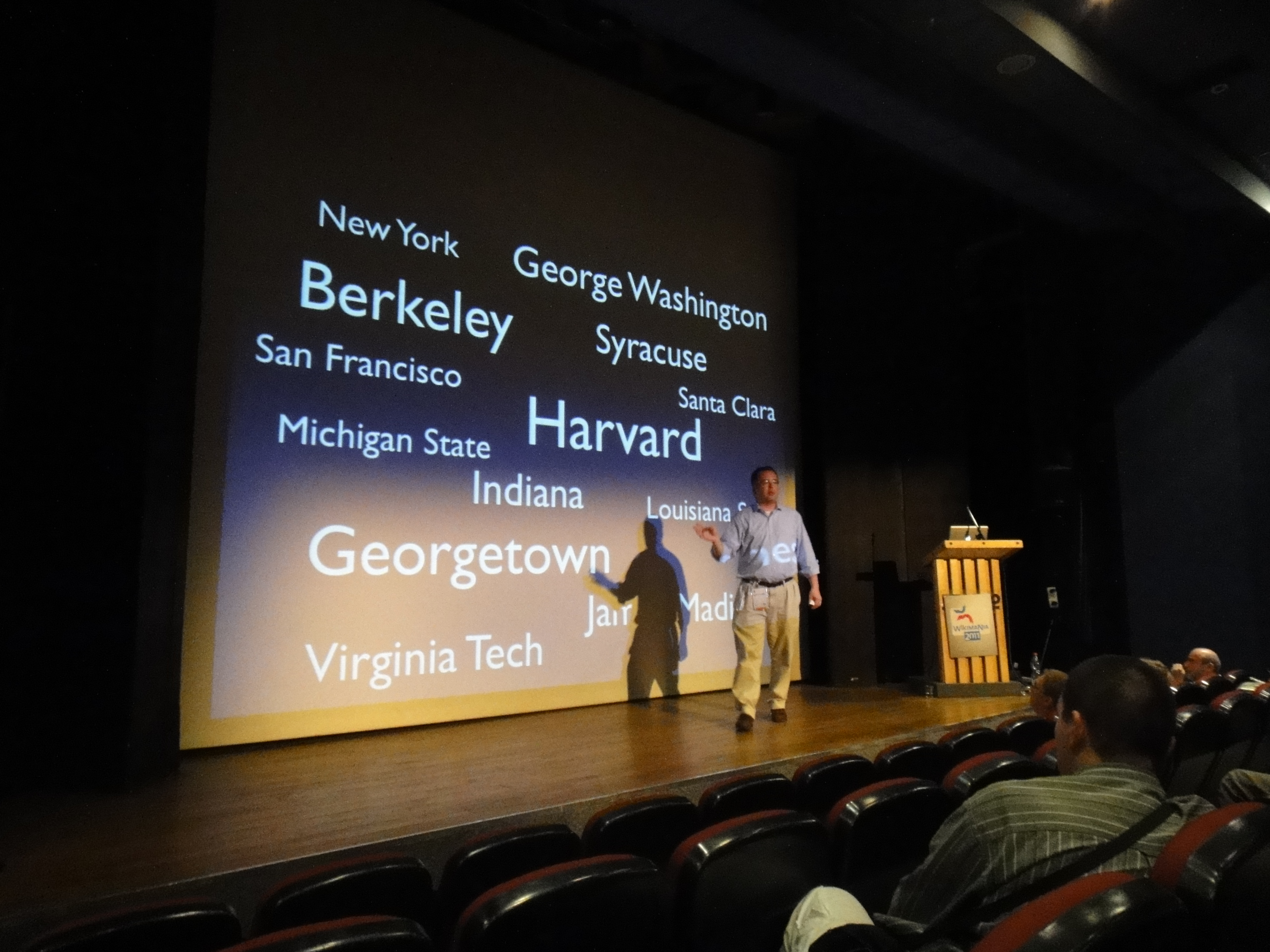
一位演讲者使用投影仪进行演讲

演示是向聽眾介紹一個主題的過程。它通常是一種示範、介紹、講課或演說，目的是提供資訊、說服、啟發、激勵，或建立善意，有時是在呈現一種新的想法或產品。該詞也可用於正式或儀式般的介紹或提供，如首度亮相者的介紹。某些形式的演講也稱為主題演講。 

## 視覺效果
演示程式通常是用來產生演示內容，有些程式還允許合作開發一些演示，例如，不同地區的人可使用網路合作開發。演示文稿檢視器可用於將不同來源的內容合併到一個演示文稿中。蘋果、谷歌和微軟有提供了一些全球都受歡迎的演示產品。 
Microsoft PowerPoint和Google Slides是開發幻燈片的有效工具，不過Google Slides允許群體使用Google Drive共同工作，在編輯時更新每個帳戶。文本、圖像、連結和效果等內容會被添加到每個演示程式中，以向群體提供有用及整併的資訊。 